# Naomi Alderman
Naomi Alderman (ur. 1974 w Londynie) – angielska pisarka i scenarzystka gier komputerowych, laureatka Women’s Prize for Fiction.

## Życiorys
Urodziła się w 1974 roku w Londynie i wychowała w społeczności ortodoksyjnych Żydów, choć sama później określiła swoich rodziców (historyka i artystkę) jako „nieortodoksyjnie ortodoksyjnych Żydów”. Uczęszczała do South Hampstead High School w Londynie. Ukończyła studia pierwszego stopnia w dziedzinie filozofii, politologii i ekonomii (PPE: Philosophy, politics and economics) na Lincoln College w Oksfordzie. Podczas studiów napisała pierwszą i w jej ocenie nieudaną powieść. Przez krótki czas pracowała jako asystentka w wydawnictwie książek dla dzieci, po czym rozpoczęła pracę redaktorki w firmie prawniczej, która wysłała ją do swojego nowojorskiego oddziału. W trakcie kilkuletniego pobytu w Nowym Jorku zaangażowała się w tworzenie fan fiction i poznała społeczność ortodoksyjnych gejów i lesbijek. Ich dramatyczne historie życiowe osłabiły wiarę Alderman. Po powrocie do Wielkiej Brytanii ukończyła studia drugiego stopnia w dziedzinie twórczego pisania na Uniwersytecie Wschodniej Anglii.
Zadebiutowała w 2006 roku powieścią Nieposłuszeństwo zainspirowaną jej doświadczeniem życiowym, o Żydówce z Nowego Jorku, która po śmierci ojca powraca do społeczności ortodoksyjnych Żydów w Londynie. To pierwsza powieść o życiu ortodoksyjnych Żydów w Anglii od czasów Daniela Derondy autorstwa George Eliot. Pod wpływem pisania Nieposłuszeństwa Alderman stała się niewierzącą. Książka została przetłumaczona na dziesięć języków, przyniosła Alderman nagrodę Orange Award for New Writers, ale i wywołała kontrowersje nie tylko krytyką ortodoksyjnego społeczeństwa, ale i otwartością, z jaką opisano doświadczenia homoseksualizmu i biseksualizmu. W 2017 roku powieść została zekranizowana przez reżysera Sebastiána Lelio pod tytułem Nieposłuszne.
W 2010 roku ukazała się jej druga powieść The Lessons, która opisuje intensywne i klaustrofobiczne życie studentów Uniwersytetu Oksfordzkiego urzeczonych bogatym i czarującym gejem, Markiem Wintersem. Książka porównywana jest do Znowu w Brideshead pióra Evelyna Waugh. Rok później ukazała się powieść The Borrowed Time, która jest częścią uniwersum serialu telewizyjnego Doktor Who. Według Alderman książka była formą fan fiction.
W kolejnej powieści Alderman powróciła do tematu judaizmu. The Liars' Gospel (2012) opisuje życie Jezusa z punktu widzenia jego matki, Judasza Iskarioty, Kajfasza i Barabasza, rok po jego śmierci. Autorka czerpała z tradycji żydowskiej, używając imion żydowskich (np. Maria – Miriam) i opierając się na wiedzy historycznej dotyczącej życia w Judei.
W 2016 roku ukazała się powieść science-fiction Siła, w której kobiety zyskują zdolność przewodzenia prądu, tym samym zyskując przewagę fizyczną nad mężczyznami. W książce autorka pochyla się nad tym, czym jest władza i jej nadużycie, oraz jaki wpływ ma władza na osoby, które ją posiadają. Alderman tworzyła powieść w trakcie programu mentorskiego prowadzonego przez Margaret Atwood; w książce można wyczuć atmosferę podobną do dzieł tej kanadyjskiej pisarki i znaleźć nawiązanie do jej Opowieści podręcznej. Powieść została entuzjastycznie przyjęta przez krytykę i przyniosła autorce nagrodę Women’s Prize for Fiction. Na podstawie książki ma również powstać dziesięcioodcinkowy serial produkcji Amazon. Autorkami scenariuszy odcinków i reżyserkami mają być wyłącznie kobiety.
Poza publikacjami książkowymi, Alderman  pisała także scenariusze do gier komputerowych. W latach 2004–2007 była główną scenarzystką gry typu ARG (ang. alternate reality game) Perplex City, która uzyskała nominację do British Academy Games Awards. W 2012 roku współtworzyła ze studiem Six to Start popularną aplikację mobilną Zombies, Run!, której była także główną scenarzystką. Aplikacja służyła do motywowania graczy do biegania: użytkownik wcielał się w rolę gońca w apokaliptycznym świecie pełnym zombie. Po czterech latach od powstania aplikacji dla graczy było dostępnych 250 misji, każda trwająca 12–14 minut. Sprzedano ponad pół miliona aplikacji. W 2016 roku ukazała się książka Alderman Zombies, run! Keeping fit and living well in the current zombie emergency nawiązująca do treści aplikacji.
Alderman wykłada twórcze pisanie na Bath Spa University.

## Nagrody i wyróżnienia
- 2006: Orange Award for New Writers
- 2006: Sami Rohr Prize
- 2006: National Jewish Book Award for Fiction
- 2007: Sunday Times Young Writer of the Year Award
- 2013: miejsce na liście Best of Young British Novelists, którą co dekadę tworzy magazyn literacki Granta
- 2017: Women’s Prize for Fiction

Źródło.

## Twórczość
- 2006: Disobedience, wyd. pol.: Nieposłuszeństwo. Ewa Krasińska (tłum.). Wydawnictwo Sic!, 2006[9]. wyd. drugie: Wydawnictwo Marginesy, 2019[10].
- 2010: The Lessons
- 2011: The Borrowed Time
- 2012: The Liars' Gospel
- 2016: Zombies, run! Keeping fit and living well in the current zombie emergency
- 2016: The Power, wyd. pol.: Siła. Małgorzata Glasenapp (tłum.). Wydawnictwo Marginesy, 2018. ISBN 978-83-65973-35-1. Brak numerów stron w książce
- 2023: The Future, wyd. pol.: Przyszłość. Małgorzata Glasenapp (tłum.). Wydawnictwo Marginesy, 2025. ISBN 978-83-66500-34-1. Brak numerów stron w książce